# Norma González (Schiedsrichterin)
Norma Beatriz González Gomez ist eine ehemalige paraguayische Fußballschiedsrichterin.
Bei der Südamerikameisterschaft 2006 in Argentinien leitete González zwei Partien in der Gruppenphase. Bei der Südamerikameisterschaft 2010 in Ecuador pfiff sie drei Spiele, darunter zwei Gruppenspiele und ein Spiel in der Finalrunde.